# Медаља за заслуге у привреди
Медаља за заслуге у пољопривреди је било одликовање Савезне Републике Југославије и Државне заједнице Србије и Црне Горе. Медаља је установљена 4. децембра 1998. године доношењем Закона о одликовањима СРЈ. Медаља за заслуге у привреди имала је три степена и додељивала се за заслуге у области индустрије, саобраћаја, трговине, банкарства, финансија, занатства и туризма.

## Изглед одликовања
Медаља за заслуге у привреди првог степена израђена је од позлаћене легуре бакра и цинка у облику круга, пречника 38мм. На лицу медаље, по вертикалној оси, стилизована на је фигура човека ствараоца, која се налази између две полулопте, са уздигнутним рукама према сунчевим зрацима и раширеним ногама. Испод ногу дати су фрагментарно пут и мост као симболи саобраћаја, а индустрија је приказана симболом зупчаника у десној полулопти. У левој полулопти, симболи банкарства и финансија представљени су у рељефу игром бројева. На наличју медаље, у средини, налази се правоугаони натпис: За заслуге у привреди. Око натписа у рељефу су стилизовани листови ловора, који формирају звездасту форму. У доњем делу, у средини листова, налази се штит са иницијалима Савезне Републике Југославије. Медаља виси на траци ширине 20мм, сложеној у облику петоугла, тако да су горња хоризонтална и две косе стране дуге по 22мм, а бочне стране по 42мм. Трака је тамноплаве боје са по једном жутом уском пругом на средини. Врпца медаље израђена је од тамноплаве моариране свиле, са једном усправном жутом пругом у средини, ширине 1мм. Ширина врпце је 36мм. Медаља за заслуге у привреди првог степена носи се на левој страни груди.
Медаља за заслуге у привреди другог степена је по композицији материјалу и величини иста као и Медаља за заслуге у привреди првог степена, али је посребрена. Медаља виси на петоугаоној траци, која је иста као и трака Медаље за заслуге у привреди првог степена, али са две жуте пруге у средини, ширине по 1мм. Врпца медаље израђена је од тамноплаве моариране свиле, са две усправне жуте пруге у средини, ширине по 1мм. Ширина врпце је 36мм. Медаља за заслуге у привреди другог степена носи се на левој страни груди.
Медаља за заслуге у привреди трећег степена је по композицији материјалу и величини иста као и Медаља за заслуге у привреди првог и другог степена, али је бронзано патинирана. Медаља виси на петоугаоној траци, која је иста као и трака Медаље за заслуге у привреди првог и другог степена, али је са три жуте пруге у средини, ширине по 1мм. Врпца медаље израђена је од тамноплаве моариране свиле, са три усправне жуте пруге у средини, ширине по 1мм. Ширина врпце је 36мм. Медаља за заслуге у привреди трећег степена носи се на левој страни груди.
| Медаља првог степена | Медаља другог степена | Медаља трећег степена |
| -------------------- | --------------------- | --------------------- |
| Траке одликовања     |                       |                       |
|                      |                       |                       |